# Olympische Sommerspiele 2024/Rhythmische Sportgymnastik – Gruppe
Der Gruppenwettkampf in der Rhythmischen Sportgymnastik bei den Olympischen Spielen 2024 in Paris fand am 9. und 10. August 2024 in der Arena Porte de la Chapelle statt. Teilverteidigerinnen waren die Bulgarinnen, die in Tokio in der Besetzung Simona Djankowa, Stefani Kirjakowa, Madlen Radukanowa, Laura Traats und Erika Safirowa überraschend vor den Athletinnen des Russischen Olympischen Komitees gewannen. Russland hatte sich bisher nur bei der erstmaligen Austragung des Gruppenwettkampfs bei den Spielen 1996 in Atlanta geschlagen geben müssen und seit 2000 stets die Goldmedaille in diesem Wettkampf gewonnen. Für die Bulgarinnen war es der erste Olympiasieg in der Gruppe.

## Titelträgerinnen
| Olympische Spiele 2020         | Bulgarien  | Tokio           |
| Weltmeisterschaften 2023       | Israel     | Valencia        |
| Afrikameisterschaften 2024     | Ägypten    | Kigali          |
| Panamerikameisterschaften 2024 | Mexiko     | Guatemala-Stadt |
| Asienmeisterschaften 2024      | Usbekistan | Taschkent       |
| Europameisterschaften 2024     | Bulgarien  | Budapest        |
| Ozeanienmeisterschaften 2024   | Australien | Budapest        |

## Qualifikation
Die Qualifikation erfolgte hauptsächlich über die Weltmeisterschaften 2022 und Weltmeisterschaften 2023, über die sich zusammengerechnet 8 der 14 Nationen qualifizierten. Hinzu kamen die jeweils besten Mannschaften der kontinentalen Meisterschaften aus dem Frühjahr 2024, die noch nicht qualifiziert waren. Komplettiert wurde das Teilnehmerfeld durch einen garantierten Startplatz für Gastgeber Frankreich.

## Ergebnisse

### Qualifikation
| Rang | Nation        | Athletinnen                                                                                       | 5 × Ball | 5 × Ball | 3 × Reifen 2 × Keulen | 3 × Reifen 2 × Keulen | Gesamt | Anm. |
| Rang | Nation        | Athletinnen                                                                                       | Punkte   | Rang     | Punkte                | Rang                  | Gesamt | Anm. |
| ---- | ------------- | ------------------------------------------------------------------------------------------------- | -------- | -------- | --------------------- | --------------------- | ------ | ---- |
| 1    | Bulgarien     | Kamelija Petrowa Sofija Iwanowa Rejtschal Stojanow Magdalina Minewska Margarita Wassilewa         | 37,700   | 2        | 32,700                | 2                     | 70,400 | Q    |
| 2    | Italien       | Alessia Maurelli Martina Centofanti Agnese Duranti Daniela Mogurean Laura Paris                   | 38,200   | 1        | 31,150                | 6                     | 69,350 | Q    |
| 3    | Ukraine       | Walerija Peremeta Diana Bajewa Alina Melnyk Marija Wyssotschanska Kira Schyrykina                 | 35,450   | 6        | 33,500                | 1                     | 68,950 | Q    |
| 4    | Frankreich    | Aïnhoa Dot-Espinosa Manelle Inaho Célia Joseph-Noël Justine Lavit Lozéa Vilarino                  | 36,600   | 3        | 32,200                | 4                     | 68,800 | Q    |
| 5    | China         | Guo Qiqi Hao Ting Huang Zhangjiayang Wang Lanjing Ding Xinyi                                      | 35,500   | 5        | 32,400                | 3                     | 67,900 | Q    |
| 6    | Israel        | Ofir Shaham Diana Svertsov Adar Friedmann Romi Paritzki Shani Bakanov                             | 35,250   | 7        | 31,900                | 5                     | 67,150 | Q    |
| 7    | Usbekistan    | Evelina Atalyants Shakhzoda Ibragimova Mumtozabonu Iskhokzoda Amaliya Mamedova Irodakhon Sadikova | 33,550   | 10       | 30,450                | 7                     | 64,000 | Q    |
| 8    | Aserbaidschan | Güllü Ağalarzadə Ləman Əlimuradova Zeynəb Hümmətova Yelizaveta Luzan Darya Sorokina               | 33,850   | 8        | 28,150                | 9                     | 62,000 | Q    |
| 9    | Brasilien     | Maria Eduarda Arakaki Victória Borges Déborah Medrado Sofia Pereira Nicole Pircio                 | 35,950   | 4        | 24,950                | 13                    | 60,900 | R    |
| 10   | Spanien       | Ana Arnau Inés Bergua Mireia Martínez Patricia Pérez Salma Solaun                                 | 30,400   | 13       | 30,000                | 8                     | 60,400 | R    |
| 11   | Australien    | Saskia Broedelet Emmanouela Frroku Lidiia Iakovleva Phoebe Learmont Jessica Weintraub             | 31,400   | 11       | 27,05                 | 11                    | 58,450 |      |
| 12   | Mexiko        | Dalia Alcocer Sofía Flores Julia Gutiérrez Kimberly Salazar Adirem Tejeda                         | 29,700   | 14       | 27,800                | 10                    | 57,500 |      |
| 13   | Deutschland   | Anja Kosan Daniella Kromm Hannah Vester Emilia Wickert Alina Oganesyan                            | 33,700   | 9        | 23,650                | 14                    | 57,350 |      |
| 14   | Ägypten       | Lamar Behairi Johara Eldeeb Farida Hussein Abeer Ramadan Amina Sobeih                             | 30,850   | 12       | 25,050                | 12                    | 55,900 |      |

### Finale
| Rang | Nation        | Athletinnen                                                                                       | 5 × Ball | 5 × Ball | 3 × Reifen 2 × Keulen | 3 × Reifen 2 × Keulen | Gesamt |
| Rang | Nation        | Athletinnen                                                                                       | Punkte   | Rang     | Punkte                | Rang                  | Gesamt |
| ---- | ------------- | ------------------------------------------------------------------------------------------------- | -------- | -------- | --------------------- | --------------------- | ------ |
| 1    | China         | Guo Qiqi Hao Ting Huang Zhangjiayang Wang Lanjing Ding Xinyi                                      | 36,950   | 1        | 32,850                | 3                     | 69,800 |
| 2    | Israel        | Ofir Shaham Diana Svertsov Adar Friedmann Romi Paritzki Shani Bakanov                             | 35,600   | 5        | 33,250                | 2                     | 68,850 |
| 3    | Italien       | Alessia Maurelli Martina Centofanti Agnese Duranti Daniela Mogurean Laura Paris                   | 36,100   | 3        | 32,000                | 4                     | 68,100 |
| 4    | Bulgarien     | Kamelija Petrowa Sofija Iwanowa Rejtschal Stojanow Magdalina Minewska Margarita Wassilewa         | 34,100   | 7        | 33,700                | 1                     | 67,800 |
| 5    | Aserbaidschan | Güllü Ağalarzadə Ləman Əlimuradova Zeynəb Hümmətova Yelizaveta Luzan Darya Sorokina               | 34,850   | 6        | 31,600                | 5                     | 66,450 |
| 6    | Frankreich    | Aïnhoa Dot-Espinosa Manelle Inaho Célia Joseph-Noël Justine Lavit Lozéa Vilarino                  | 35,750   | 4        | 30,250                | 7                     | 66,000 |
| 7    | Ukraine       | Walerija Peremeta Diana Bajewa Alina Melnyk Marija Wyssotschanska Kira Schyrykina                 | 36,550   | 2        | 29,150                | 8                     | 65,700 |
| 8    | Usbekistan    | Evelina Atalyants Shakhzoda Ibragimova Mumtozabonu Iskhokzoda Amaliya Mamedova Irodakhon Sadikova | 34,050   | 8        | 30,450                | 6                     | 64,500 |